# Miles Davis in Europe
Miles Davis in Europe è un album dal vivo di Miles Davis pubblicato dalla Columbia Records nel 1964.

## Tracce
Lato A
1. Introduction - (0:15)
2. Autumn Leaves - (Joseph Kosma, Jacques Prévert) - (11:40)
3. Milestone - (Miles Davis) - (9:15)
4. Joshua - (Victor Feldman) - (9:30)

Lato B
1. All of You - (Cole Porter) - (13:58)
2. Walkin' - (Richard Carpenter) - (16:16)

Edizione su CD (2005)
1. Introduction by Andre Francis - (0:46)
2. Autumn Leaves - (Joseph Kosma, Jacques Prévert) - (13:52)
3. Milestone - (Miles Davis) - (9:17)
4. I Thought About You - (Johnny Mercer, Jimmy Van Heusen) - (11:44)
5. Joshua - (Victor Feldman) - (11:27)
6. All of You - (Cole Porter) - (16:49)
7. Walkin' - (Richard Carpenter) - (16:16)

## Formazione
- Miles Davis - tromba
- George Coleman - sassofono tenore
- Herbie Hancock - pianoforte
- Ron Carter - contrabbasso
- Tony Williams - batteria

## Edizioni
- 1964 – LP, Columbia Records CL 2183, versione mono
- 1964 – LP, Columbia Records CS 8983, versione stereo
- 1989 – Miles Davis in Antibes, CD, CBS Records CBS 462960 2, Europa
- 2005 – CD, Columbia Legacy COL 519506 2, versione rimasterizzata con tracce aggiuntive